# Donna Gilmore
Donna M. Gilmore, także LaRochelle i Bird (ur. 20 sierpnia 1929 w Vancouver) – kanadyjska lekkoatletka, sprinterka.
Podczas igrzysk olimpijskich w Rzymie (1948) zajęła 4. miejsce w swoim biegu eliminacyjnym na 200 metrów i odpadła z rywalizacji.
Jej mężem był kanadyjski lekkoatleta Bill LaRochelle (para wzięła rozwód).

## Rekordy życiowe
- Bieg na 200 metrów – 26,5 (1948)